# Albert Gardiner
Albert „Jupp” Gardiner (ur. 30 lipca 1867 w Orange, zm. 14 sierpnia 1952 w Sydney) – australijski polityk, członek Australijskiej Partii Pracy (ALP). Członek Zgromadzenia Ustawodawczego Nowej Południowej Walii (1891-1895, 1904-1907) i Senatu Australii (1910-1926, 1928). W latach 1914–1916 członek gabinetu federalnego Australii. Autor najdłuższego przemówienia w historii australijskiego parlamentu federalnego, trwającego 12 godzin i 40 minut bez przerwy.

## Życiorys

### Młodość
Pochodził z robotniczej rodziny. Jako nastolatek przyuczał się do zawodu stolarza, później podjął pracę w górnictwie złota.

### Kariera polityczna

#### Nowa Południowa Walia
W 1891 po raz pierwszy został wybrany do izby niższej Parlamentu Nowej Południowej Walii jako kandydat Labor Electoral League (Robotniczej Ligi Wyborczej), jednego z regionalnych ugrupowań lewicowych, które weszły potem w skład ALP. W 1895 stracił miejsce w parlamencie i zajął się działalnością związkową, którą łączył z występami w reprezentacji Nowej Południowej Walii w rugby. Przez pewien czas przebywał też na Fidżi, gdzie pracował w cukrowni. W latach 1898 i 1901 bezskutecznie próbował odzyskać miejsce w parlamencie Nowej Południowej Walii. W 1904 został ponownie wybrany, ale w kolejnych wyborach w 1907 znów stracił mandat.

#### Polityka federalna
Następnie postanowił przenieść się do polityki federalnej i w 1910 został wybrany do Senatu Australii jako członek delegacji Nowej Południowej Walii, startujący z listy wyborczej ALP. W latach 1914–1916 zasiadał w gabinetach premierów Andrew Fishera i Billy’ego Hughesa, gdzie zajmował w dużej mierze ceremonialne stanowisko wiceprzewodniczącego Federalnej Rady Wykonawczej, a od 1915 był dodatkowo wiceministrem obrony. W czasie rozłamu w ALP w 1916 opowiedział się przeciwko premierowi Hughesowi i pozostał w szeregach zepchniętej do opozycji Partii Pracy. W tym samym roku został wybrany na stanowisko zastępcy federalnego lidera tej partii, objął także kierownictwo jej frakcji w Senacie. W 1918 wsławił się swoim trwającym ponad dwanaście i pół godziny bez przerwy przemówieniem w Senacie, które w istocie było formą obstrukcji parlamentarnej. Jego wyczyn był bezpośrednią przyczyną wprowadzenia limitów czasowych dla mówców, w związku z czym rekord Gardinera do dziś pozostaje niepobity. W latach 1920–1922 był jedynym senatorem federalnym należącym do ALP.
W 1926 stracił swój mandat parlamentarny w wyborach. W 1928 wrócił do Senatu na pięć miesięcy decyzją Parlamentu Nowej Południowej Walii, który uzupełnił w ten sposób wakat powstały po śmierci senatora Johna Granta. Nie zdecydował się jednak kandydować na pełną kadencję, ponieważ był mocno skonfliktowany z ówczesnym stanowym liderem ALP w Nowej Południowej Walii, Jackiem Langiem. Zamiast tego wystartował jako kandydat niezależny w wyborach do Izby Reprezentantów, ale nie zdobył mandatu. Niepowodzeniem zakończyły się również jego dwie próby powrotu do parlamentu stanowego w Sydney, podejmowane w latach 1932 i 1935.

### Późniejsze życie
Po 1935 nie podejmował już dalszych prób powrotu do polityki, zamiast tego pracował w branży budowlanej, a następnie przebywał na emeryturze. Zmarł w swoim domu w wieku 85 lat.